# Ostwald (cràter)
Ostwald és un cràter d'impacte situat a la cara oculta de la Lluna. Es troba just a l'est del cràter Guyot, i prop de la frontera nord d'Ibn Firnas. Recht es localitza en la seva vora oriental.

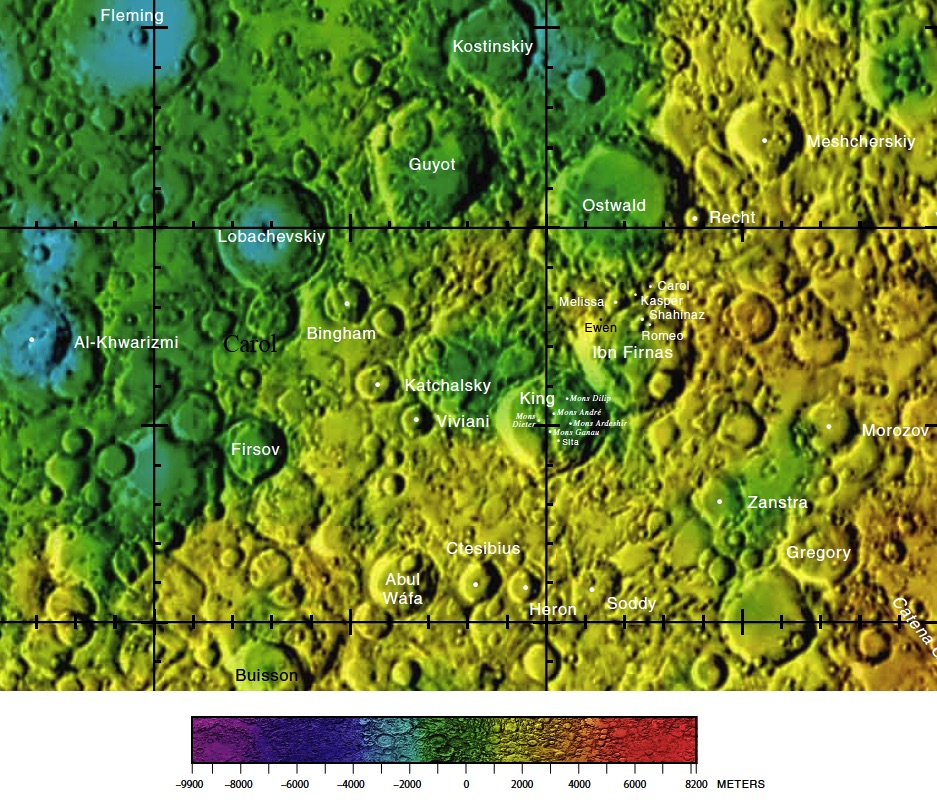
Localització d'Ostwald (quadrant superior dret de la imatge)
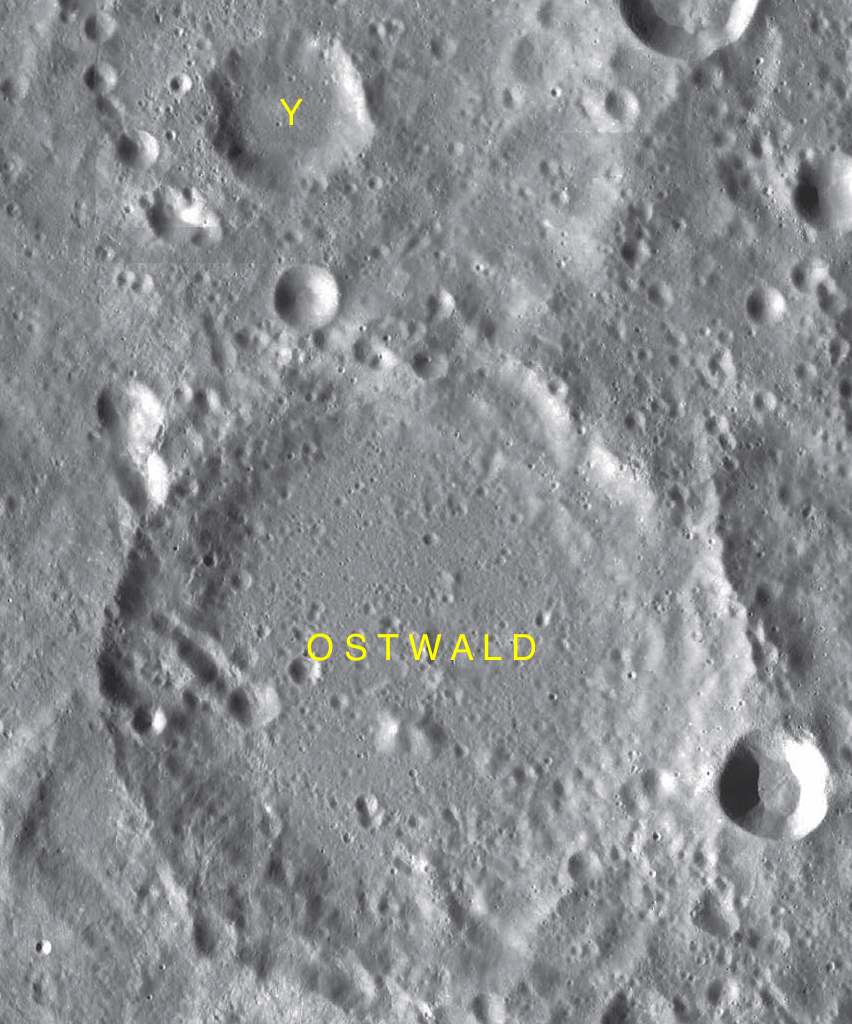
Cràters satèl·lit

És un cràter desgastat i erosionat, amb una vora irregular i una paret interna marcada per múltiples impactes petits. Una breu cadena de cràters forma una esquerda a la cara interior occidental. L'interior és bastant pla, però també apareix marcat per una multitud de petits cràters. Una sèrie de crestes centrals de poca altura se situen a sud i a nord-est del punt mig.

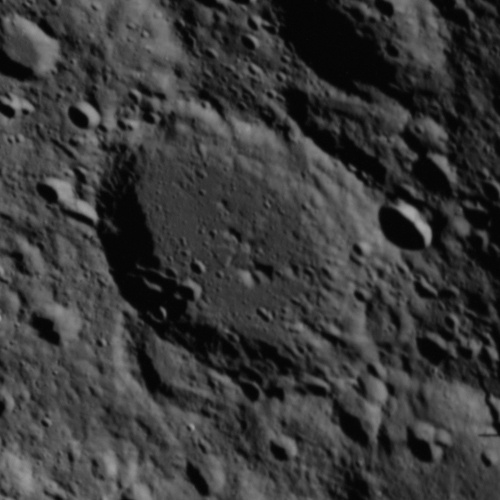
Fotografia de la missió Apollo 14
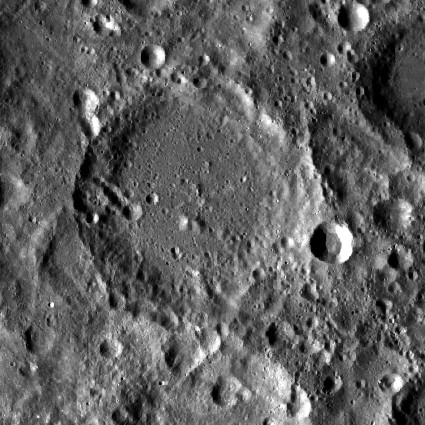
Fotografia de la missió LRO

Abans de ser nomenat en 1970 per la UAI era conegut com a Cràter 212.

## Cràters satèl·lit
Per convenció aquests elements són identificats en els mapes lunars posant la lletra en el costat del punt central del cràter que està més proper a Ostwald.
| Ostwald | Coordenades                            | Diàmetre |
| ------- | -------------------------------------- | -------- |
| Y       | 13° 36′ N, 121° 00′ E / 13.6°N,121.0°E | 24 km    |